# Élections fédérales australiennes de 1958
Des élections législatives et sénatoriales fédérales se tiennent le 22 novembre 1958 en Australie afin de renouveler les 122 sièges de la Chambre des représentants et 32 des 60 sièges du Sénat.
Ces élections voient la victoire de la coalition Libéraux/Nationaux.